# Giuseppe Campi Bazan
Giuseppe Campi Bazan (Cagliari, 6 novembre 1817 – Roma, 20 gennaio 1885) è stato un politico e prefetto italiano.
Fu senatore del Regno d'Italia nella XIV legislatura.